# Heartbreak High
Heartbreak High (bra: Heartbreak High: Onde Tudo Acontece) é uma série de televisão australiana de comédia dramática criada para a Netflix, por Hannah Carroll Chapman. É um reboot da série de 1994 exibida pela primeira vez na Network Ten. O programa estreou em 14 de setembro de 2022. Um mês depois de seu lançamento, o programa foi renovado para uma segunda temporada.
A primeira temporada foi recebida com críticas positivas e recebeu 15 indicações ao AACTA Awards, incluindo Melhor Série Dramática, ganhando seis prêmios. Em 2023 Heartbreak High recebeu uma indicação ao prêmio de Melhor Série Live-Action no 51º International Emmy Awards.

## Elenco
- Ayesha Madon como Amerie Wadia[5]
- James Majoos como Darren Rivers
- Chloé Hayden como Quinn “Quinni” Gallagher-Jones[6][7]
- Asher Yasbincek como Harper McLean
- Thomas Weatherall como Malakai Mitchell[8]
- Will McDonald como Douglas “Ca$h” Piggott
- Joshua Heuston como Dustin “Dusty” Reid[5]
- Gemma Chua-Tran como Sasha So
- Bryn Chapman-Parish como Spencer “Spider” White
- Sherry-Lee Watson como Missy Beckett
- Brodie Townsend como Anthony “Ant” Vaughn
- Chika Ikogwe como Josephine “Jojo” Obah
- Scott Major como Peter Rivers
- Rachel House como diretora Stacy "Woodsy" Woods

## Recepção
No Rotten Tomatoes a série detém um índice de 100% de aprovação, com uma nota média de 7,3/10, com base em nove avaliações. No site de resenhas IMDb, a série tem uma pontuação média de 7,7 em 10, em 15 de outubro de 2022. O programa recebeu elogios por sua representação racial, sexual, de gênero e neurodivergente, realismo em relação à adolescência, figurinos e visuais.